# Kostomłoty (Lublin)
Pour les articles homonymes, voir Kostomłoty.
Kostomłoty (prononciation : [kɔstɔmˈwɔtɨ]) est un village polonais de la gmina de Kodeń dans le powiat de Biała Podlaska de la voïvodie de Lublin dans l'est de la Pologne.
Le village compte approximativement une population de 760 habitants.

## Histoire
De 1975 à 1998, le village est attaché administrativement à la voïvodie de Biała Podlaska.

Depuis 1999, il fait partie de la voïvodie de Lublin.

## Galerie

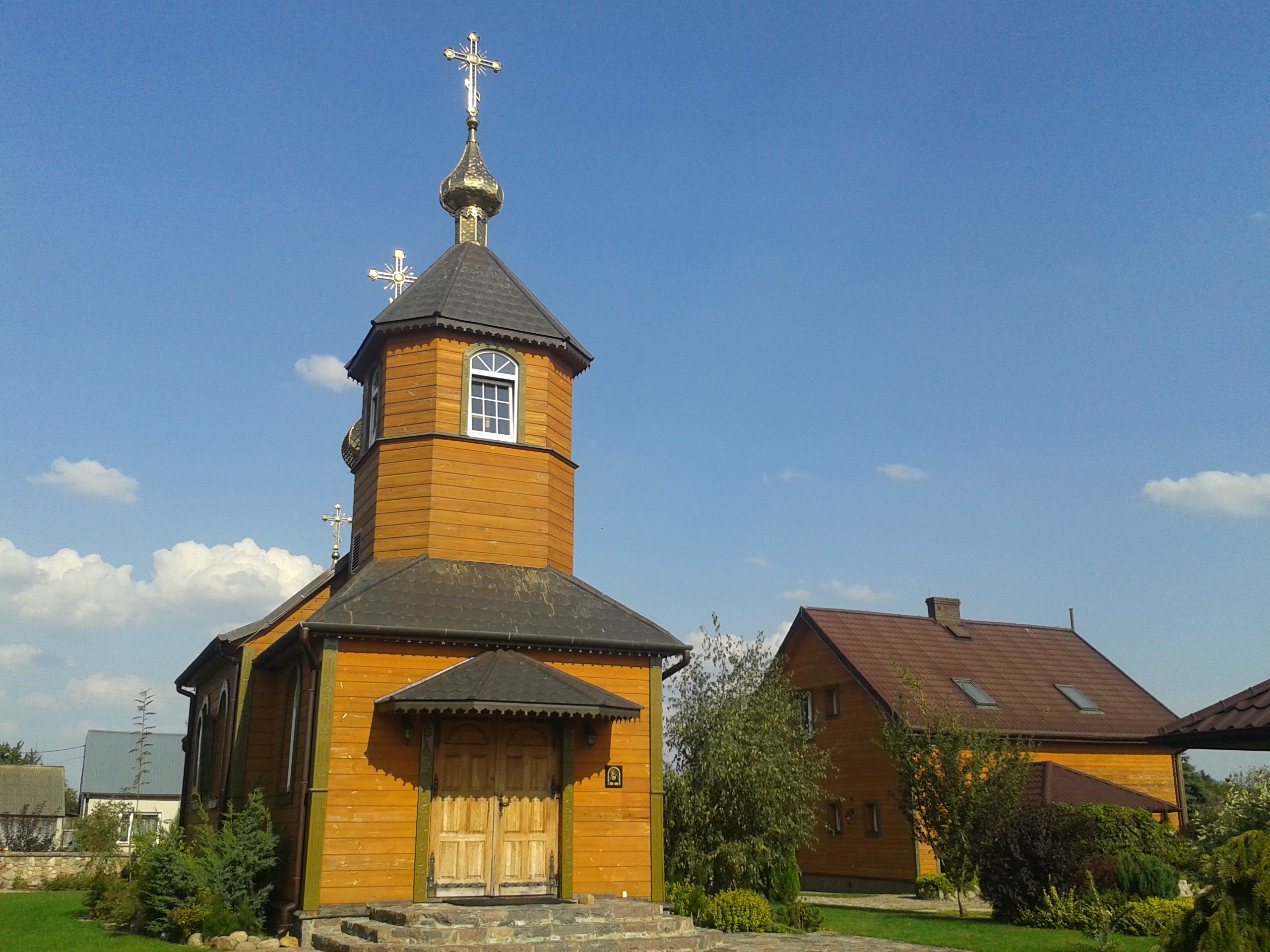
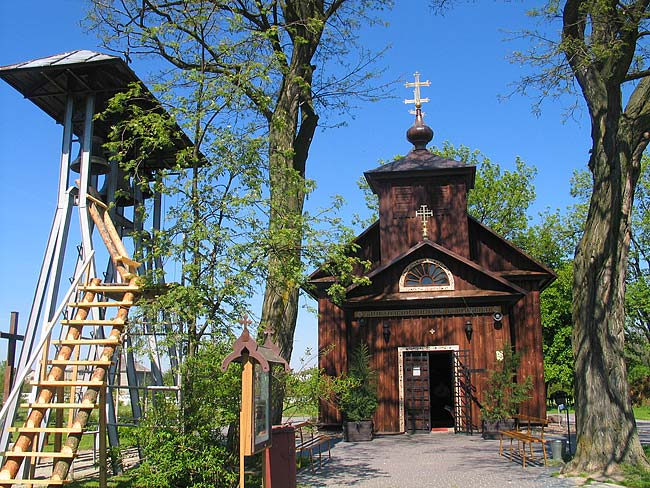